# Andreas Hoffmann (Politiker, 1982)

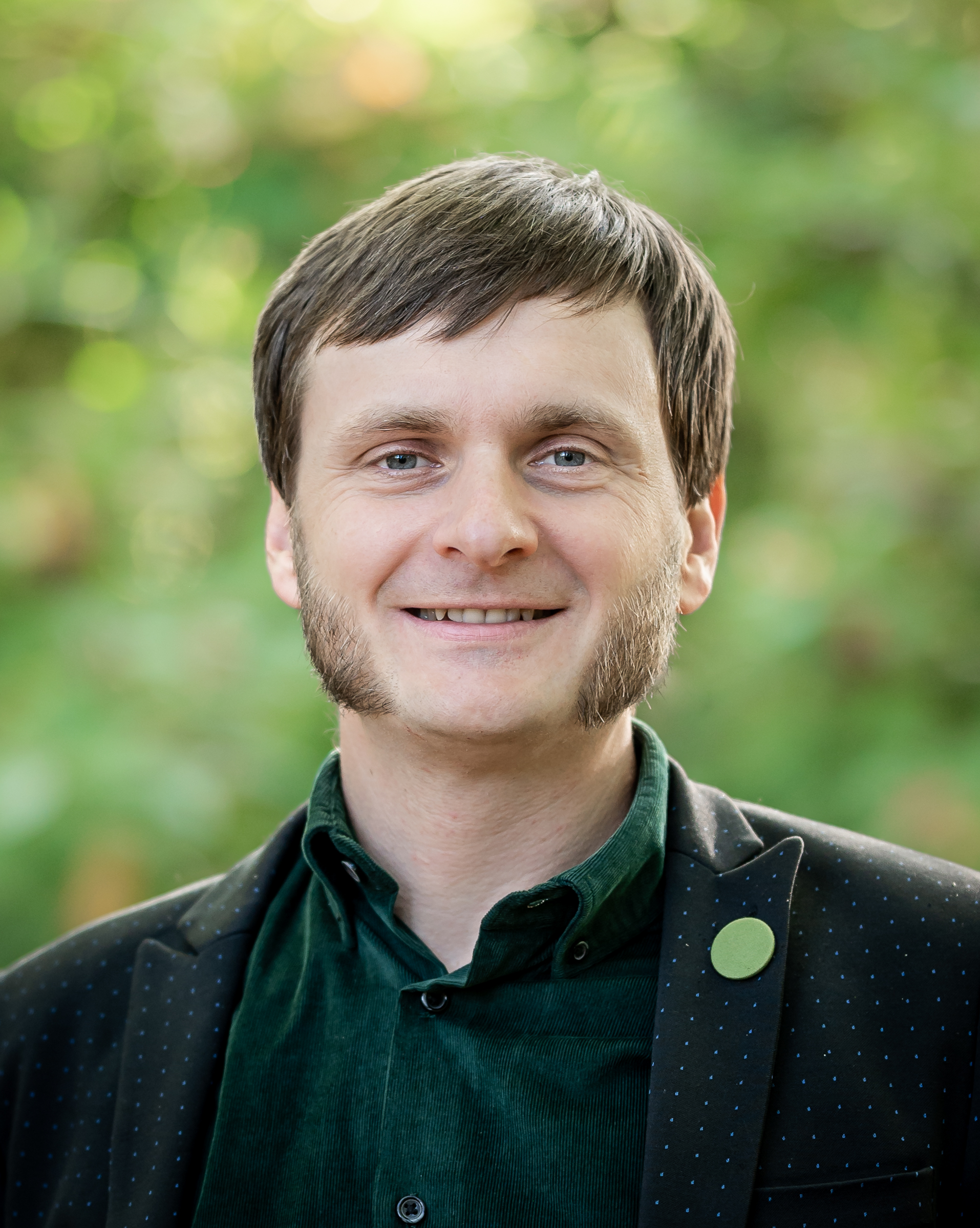
Andreas Hoffmann

Andreas Hoffmann (* 20. September 1982 in Halle (Saale), DDR) ist ein deutscher Politiker (Bündnis 90/Die Grünen). Seit November 2022 gehört er dem Niedersächsischen Landtag an.

## Leben
Hoffmann legte im Jahr 2002 sein Abitur ab und leistete danach ein Jahr Zivildienst bei der Ökumenischen Bahnhofsmission in Halle (Saale).
Von 2003 bis 2010 studierte er Neuere und Neueste Geschichte sowie Politikwissenschaften an der Martin-Luther-Universität Halle-Wittenberg und an der TU Dresden. Anschließend promovierte er am Lehrstuhl für Sächsische Landesgeschichte der TU Dresden. Ab 2020 arbeitete er für die Stadt Braunschweig, zeitweise auch im Bereich Klimaschutz.

## Partei und Politik
Hoffmann ist seit 2008 Mitglied von Bündnis 90/Die Grünen.
2011 war er Büroleiter des ehemaligen Landtagsabgeordneten in Sachsen-Anhalt Dietmar Weihrich. Von 2015 bis 2020 war er Teil der Geschäftsführung des Kreisverbandes Braunschweig, zwischen 2020 und 2022 war Schatzmeister und seit 2022 ist er Sprecher des Kreisverbandes. Seit 2021 ist er außerdem Mitglied im Landesfinanzrat. 
Bei der Landtagswahl in Niedersachsen 2022 trat Hoffmann im Landtagswahlkreis 2, Braunschweig-Süd, als Direktkandidat von Bündnis 90/Die Grünen an. Er erreichte jedoch nicht die erforderliche Stimmenmehrheit. Nach der Landtagswahl zog Hoffmann über die Landesliste von Bündnis 90/Die Grünen Niedersachsen in den Landtag ein. Hier bekleidet er die Positionen des haushaltspolitischen Sprechers, des Stellvertretenden Vorsitzes des Ausschusses für Haushalt und Finanzen und des Unterausschusses Prüfung der Haushaltsrechnungen.

## Privates
Hoffmann ist verheiratet und lebt in Braunschweig.